# Marek Kaščák
Marek Kaščák (Bardejov, 22 maggio 1982) è un calciatore slovacco, centrocampista dello Spartak Trnava.